# De knokkersburcht
De knokkersburcht is het negenentwintigste stripverhaal uit de reeks van Suske en Wiske. Het is geschreven door Willy Vandersteen en gepubliceerd in De Standaard en Het Nieuwsblad van 18 augustus 1953 tot en met 28 december 1953. 
De eerste albumuitgave was in 1954, in de  Vlaamse ongekleurde reeks met nummer 20. In 1972 verscheen het verhaal opnieuw in de Vierkleurenreeks en kreeg hier albumnummer 127. Het geheel oorspronkelijke verhaal is in 1996 heruitgegeven in Suske en Wiske Klassiek.

## Personages en uitvindingen
- Tante Sidonia, Lambik, Jerom, Suske, Wiske met Schanulleke, restauranthouder in Oostende en zijn vrouw, Johan Sebastian de Brabander (reporter), professor Barabas, Engelse soldaat in de Kempen, man die de Noordzee wil overzwemmen, Mac Truffel (hoofdman van The Black Hand Clan), zijn dochter Ellen, de gemaskerde hoofdman van The Clean Foot Clan, lord Notsomad, Jerom 2, spiegelbeeld van Wiske.

## Uitvindingen
- De Terranef.

## Locaties
- België (Oostende, de Kempen), de Noordzee en Schotland ("the Knockerscastle").

## Het verhaal
Tante Sidonia gaat met Jerom, Suske en Wiske per trein naar Oostende, om Lambik af te halen van de veerboot van Dover. Lambik heeft loten van de Zweepsteek, een Schotse loterij, meegebracht. Wiske wint in deze loterij de prachtige burcht “the Knockerscastle” in Schotland, voorheen eigendom van Lord Notsomad. Er komt een reporter langs.
Jerom ziet een geheimzinnige spreekbuis in de kelder. Als Lambik ook gaat kijken, ziet hij alleen een enorme vlek, die even later weer blijkt te zijn verdwenen.
The Black Hand Clan (Zwarte Hand Clan) laat een briefje achter, waarin de vrienden worden gewaarschuwd niet naar de Knokkersburcht te gaan. Een ander briefje van The Clean Foot Clan (De Witte Voet Clan) stelt een parel als beloning in het vooruitzicht als ze juist wel gaan. Twee vechtende Schotten, waarschijnlijk leden van de clans, blijken even later Schanulleke te hebben meegenomen. De vrienden besluiten naar Schotland af te reizen, ook om het popje terug te krijgen. Professor Barabas duikt op met de “ondergronder”, de Terranef. Tante Sidonia gaat niet mee. 
Aangekomen in Schotland worden de vrienden aangevallen door Hooglanders. Als ze arriveren bij de burcht, blijkt dat de twee clans met elkaar strijden om het bezit hiervan. In een herberg genaamd The Black Hand Inn ontmoeten ze Mac Truffel en diens dochter Ellen. De vijandige Black Hand Clan erkent Wiske niet als eigenaar van de burcht. Professor Barabas gaat terug naar huis, en de vrienden nemen voorlopig hun intrek in de burcht. 
Volgens een legende is er ergens in de burcht een kistje verborgen met daarin een toverformule. De clan die dit kistje in bezit krijgt, zal machtiger zijn dan de andere clan.
Jerom en Wiske zorgen even dat de strijdende clans uit elkaar worden gehaald. De volgende dag zijn er Highland Games, wedstrijden hamerslingeren, paalwerpen en kogelstoten; Lambik, Mac Truffel en de gemaskerde hoofdman van de The Clean Foot Clan doen mee. Lambik wordt uitgeschakeld en Jerom wil invallen, op voorwaarde dat hij met Schanulleke mag spelen. Jerom gooit de paal op London Bridge, naar ze later horen op de radio.
Ellen wil met iemand trouwen met wie ze samen voor Schanulleke kan zorgen, waarop Jerom Schanulleke bij haar achterlaat. Jerom is verliefd, en zegt zijn vrienden niet te zullen helpen bij een ruzie tussen de clans. Jerom komt in een geheime gang terecht en stuit hier op een toverspiegel. Het spiegelbeeld van Jeroms ziel komt tevoorschijn en probeert op dat moment tevergeefs de echte Jerom tot inkeer te brengen. Het spiegelbeeld schaart zich nu in Jeroms plaats aan de kant van de vrienden en de White Hand Clan.
De echte Jerom eet een boek op, dat de anderen echter nodig hebben omdat de legende over het verborgen kistje hierin wordt beschreven. De beide Jeroms hebben een duel in de kelder, en de echte Jerom wordt uiteindelijk door wijn beneveld. Met X-stralen uit de ogen van Jeroms spiegelbeeld lezen ze het boek in de maag van de echte Jerom. Er staat dat de toverformule in de waterput op de binnenplaats is verstopt. De vrienden vinden het kistje in de put. De echte Jerom gaat er echter met het geheim vandoor.
Iedereen krijgt ruzie in de burcht. Alleen Wiske kan voor vrede zorgen, aangezien zij de eigenares is van de Knokkersburcht. Het spiegelbeeld van Jerom verdwijnt weer in de spiegel. 
Vermomd als schapen gaan Suske en Wiske naar Ellen. Ellen dreigt Schanulleke in het vuur te gooien, uit wraak omdat Jerom de formule niet aan haar vader heeft gegeven. Wiske weet dit uit haar hoofd te praten, waarop Ellen berouw toont. Per ongeluk valt Schanulleke toch in het vuur. Wiske is ontroostbaar. Jerom is inmiddels weer tot inkeer gekomen
Ze zien de geheime brief van Lord Notsomad, waarin hij iedereen oproept niet langer met elkaar te vechten. De hoofdmannen gaan elkaar toch te lijf, en Wiske stuurt een brief naar tante Sidonia. Die spreekt in antwoord het vermoeden uit dat de gemaskerde man het spiegelbeeld is van Mac Truffel. Dat verklaart waarom de beide mannen zich niet kunnen verzoenen; immers, wie ruzie met anderen maakt kan onmogelijk in vrede leven met zichzelf. Mac Truffel schaamt zich nu voor zijn eigen koppigheid, en sluit alsnog vrede met zijn eigen spiegelbeeld. Dit verdwijnt daarna in de spiegel. Wiske krijgt ook de echte Schanulleke per post terug; de pop die verbrandde was een namaaksel van tante Sidonia. 
De vrienden gaan met de Terranef terug naar huis, nu men zich met elkaar verzoend heeft op de Knokkersburcht.

## Achtergronden bij het verhaal
- Om meer aan te spreken in Nederland werd het album later aangepast: Lambik komt met de veerboot uit Harwich aan in Hoek van Holland, en de Britse legerbasis wordt van de Kempen verplaatst naar De Peel.
- Jerom, die later in de serie een zeer beschaafde figuur werd, loopt in dit verhaal nog in een dierenhuid (net als in zijn debuutverhaal, De dolle musketiers). Hij spreekt slecht Nederlands, eet boeken en op een gegeven moment speelt hij de waakhond (van het Bull-Dozer ras) van "lady Wiske". In het begin van het verhaal  gebruiken Suske en Wiske hem zelfs als radio, aangezien vlak voor de trekking van de Zweepsteek de radio kapot gaat. Op deze manier horen ze dan toch de trekking en krijgen ze te weten de Wiske een kasteel heeft gewonnen.
- Het verhaal is ook in andere talen uitgegeven:
  - Engels: Spike & Suzy (Highland Games).
  - Frans: Bob et Bobette (le castel de cognedur).
- Als er weer eens gevochten wordt, dreigt Wiske de vechters met een boek om de oren te slaan. De titel van het boek is How to be a lady, maar in sommige uitgaven is het boek naamloos.